# Жильжа
Жильжа (укр. Жильжа) — село в Деражненской сельской общине Ровненского района Ровненской области Украины.
До 2020 года входило в Костопольский район.
Население по переписи 2001 года составляло 176 человек. Почтовый индекс — 35055. Телефонный код — 3657. Код КОАТУУ — 5623482002.